# Colin Halkett
Colin Halkett, né le 7 septembre 1774 à Venlo dans les Provinces-Unies et mort le 24 septembre 1856 à Londres, est un militaire britannique ayant participé aux guerres napoléoniennes. Il se bat contre les Français dans la péninsule Ibérique et à Waterloo, où il est blessé. Il termine sa carrière comme lieutenant-gouverneur de Jersey.